# Европейска банка за възстановяване и развитие
Европейската банка за възстановяване и развитие (съкратено ЕБВР) е финансова институция, която използва инвестиции като инструмент за развиване на пазарна икономика в 27 страни от Централна Европа до Централна Азия.

## История
Създаването на ЕБВР първоначално е предложено от Франция през 1989 г. след разпадането на социалистическата система, за да подпомогне бившите социалистически страни в прехода им към пазарна икономика. На 7-а среща представители от 40 държави и 2 европейски институции достигат до споразумение по отношение на устава, неговия първоначален обем и разпределението на власт между акционерите. Споразумението за създаване на банката е подписано на 29 май 1990 г. в Париж, а самата банка започва да функционира през следващата 1991 г. със седалище в Лондон.

## Финансирани, финансиращи
Банката предоставя финансиране за банки, индустрии и бизнеси на нови и съществуващи проекти. Тя работи и с компании от публичния сектор с цел подпомагане на приватизацията, преструктуриране на държавни фирми и подобряване на комуналните услуги.
ЕБВР е собственост на 60 страни и 2 междуправителствени институции (Европейска общност и Европейска инвестиционна банка). Акционери в банката могат да бъдат всички европейски страни, както и неевропейски страни, които са членове на Международния валутен фонд, Европейската общност и Европейската инвестиционна банка. Въпреки че нейните акционери са от публичния сектор, банката инвестира главно в частни начинания, обикновено заедно с търговски партньори. ЕБВР финансира работата си, като от своя страна взима изгодни заеми, използвайки перфектната си кредитна репутация.
Страните, в които банката инвестира, са: Азърбайджан, Албания, Армения, Беларус, Босна и Херцеговина, България, Грузия, Естония, Казахстан, Киргизстан, Латвия, Литва, Северна Македония, Молдова, Полша, Румъния, Русия, Словакия, Словения, Сърбия, Таджикистан, Туркменистан, Узбекистан, Украйна, Унгария, Хърватия, Черна гора и Чехия.
Страните, които само финансират, са: Австралийски съюз, Австрия, Белгия, Германия, Гърция, Дания, Египет, Израел, Ирландия, Исландия, Испания, Италия, Канада, Кипър, Люксембург, Малта, Мароко, Мексико, Нидерландия, Нова Зеландия, Норвегия, Обединено кралство, Португалия, САЩ, Турция, Финландия, Франция, Швейцария, Швеция, Южна Корея и Япония.
През 2006 г. банката заявява, че ще преустанови финансирането на прибалтийските и централноевропейските държави най-късно през 2010 г. и че капиталовложенията ще се изместят в посока към Русия, Украйна, Армения, Казахстан и Узбекистан. Поради финансовата криза обаче този процес е отложен за 2015 г.
Сред бившите социалистически държави само Чехия успешно преминава от статус на заемаща държава в държава акционер. Това се случва през 2007 г. Тя е единствената бивша социалистическа държава, която вече не заема пари от банката, а участва в нея само с финансиране.
Уставът на ЕБВР постановява, че банката трябва да работи само в демократични страни и да съдейства за „екологически благоразумно и устойчиво развитие“. Въпреки това някои от най-големите критици на банката са еколозите, които твърдят, че банката не винаги изпълнява собствените си указания и финансира неблагоприятни за околната среда проекти.

## Изисквания за финансиране
По-малките проекти се финансират както от ЕБВР, така и от други финансови посредници. Подпомагайки местни търговски банки, микро-бизнес банки, капиталови фондове и лизингови компании, ЕБВР е допринесла за финансирането на над 1 милион малки проекти. Банката предоставя заеми, финансиране с капитали, гаранции, лизинг и търговско финансиране.
По-малките проекти могат да бъдат финансирани чрез посредници или чрез специални програми за малки, преки инвестиции в не толкова напредналите държави.
За да може даден проект да се финансира от ЕБВР, той трябва да отговаря на следните изисквания:
- да се намира в държава, в която ЕБВР функционира;
- да има сериозни търговски перспективи;
- да включва значително капиталово съдействие от страна на спонсора на проекта под формата на ликвидни средства или друг вид активи;
- да подпомогне местната икономика и развитието на частния сектор;
- да удовлетвори критериите за банкиране и да има високи екологични стандарти.

## Структура на проектите
ЕБВР адаптира всеки проект към нуждите на клиента и към специфичната ситуация в държавата, региона или сектора. ЕБВР обикновено финансира до 35 % от цялата стойност на гринфилд проект или 35 % от дългосрочната капитализация на компанията. Банката изисква значителен финансов принос от спонсорите, който трябва да е равен или по-голям от инвестицията на ЕБВР.
Изисква се и допълнително финансиране от спонсори, други инвеститори или такова, което е генерирано чрез някоя от синдикалните програми на ЕБВР.

## Подпомагани сектори
ЕБВР финансира проекти в повечето сфери. Те включват:
- земеделски бизнес
- енергийна ефективност
- финансови институции
- производство
- общинска и екологична инфраструктура
- природни ресурси
- енергия
- имущество и туризъм
- телекомуникации, информационни технологии и медии
- транспорт

## Показатели за дейността
През 2004 г. банката е финансирала 129 проекта на обща сума от 4,1 млрд. евро, от които 1,24 млрд. евро е получила Русия. За периода 1991 – 2008 г. банката е отпуснала на страните от Източна Европа 33 млрд. евро.
Капиталът на банката към 2008 г. е 11,8 млрд. евро.

## Структура на банката
Пълномощията на ЕБВР са прерогатив на Съвета на управляващите. Това е състав, в който правителството на всяка една от държавите-акционери назначава свой управляващ, който обикновено е министърът на финансите. Съветът на управляващите делегира голяма част от правомощията на Съвета на директорите, който отговаря за стратегическото направление на ЕБВР.
Съветът на директорите се състои от 23 дущи и е оглавяван от президент. Всеки директор представлява 1 или повече акционери. Под ръководството на Съвета на управляващите Съветът на директорите отговаря за управляването на цялостната дейност и политиката на банката.
Президентът се избира от Съвета на управляващите с мнозинство за период от 4 години и може да бъде избиран за втори мандат.
Вицепрезидентът се назначава от Съвета на директорите, с препоръка на президента за срок от 4 години. В случай на отсъствие или недееспособност на президента вицепрезидентът поема правомощията и функциите на президента.
Изпълнителен комитет контролира всички ключови аспекти, ефективността и финансовата устойчивост на банката. Той се състои от президента (който го оглавява), вицепрезидента и други членове на висшето ръководство на банката.
Банката има Съвет на гуверньорите, Борд на директорите, председател, един или двама заместник-председатели и други подобни служители и персонал, каквито се считат за необходими.
седания на Съвета на гуверньорите и председателства заседанията на Борда на директорите.

## Президенти
- Жак Атали: април 1991 – юли 1993 (на френски: Jacques Attali)
- Рон Фриман: юли 1993 – септември 1993 (на английски: Ron Freeman)
- Жак де Ларозиер: септември 1993 – януари 1998 (на френски: Jacques de Larosière)
- Чарлс Франк: януари 1998 – септември 1998 (на английски: Charles Frank)
- Хорст Кьолер: септември 1998 – април 2000 (на немски: Horst Köhler)
- Чарлс Франк: април 2000 – юли 2000 (на английски: Charles Frank)
- Жан Лемиер: юли 2000 – юли 2008 (на френски: Jean Lemierre)
- Томас Миров: от юли 2008 (на немски: Thomas Mirow)